# Keraudrenia hermanniifolia
Keraudrenia hermanniifolia är en malvaväxtart som beskrevs av Jacques Étienne Gay. Keraudrenia hermanniifolia ingår i släktet Keraudrenia och familjen malvaväxter. Inga underarter finns listade i Catalogue of Life.

## Bildgalleri

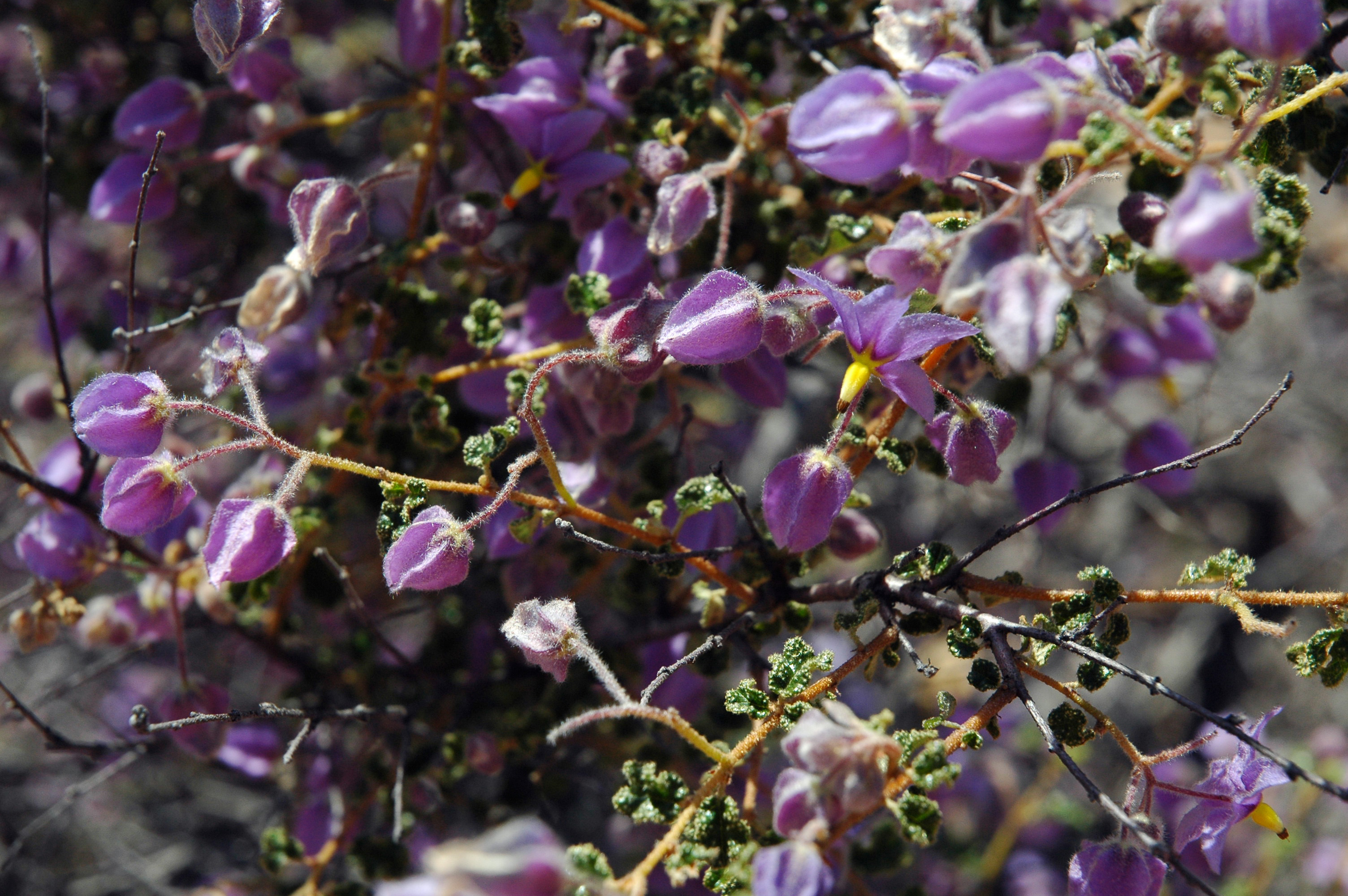